# 1990년 대한민국
이 문서는 1990년 대한민국에서 일어난 사건을 다룬다.

## 재임자
제6공화국 (노태우 정부)
- 대통령 : 노태우
- 국무총리 : 강영훈 (~12월 26일), 노재봉 (12월 27일~)